# Receptor paratiroidnog hormona
Postoje dva receptora paratiroidnog hormona kod sisara: PTH1R i PTH2R. Za ove receptore se vezuje paratiroidni hormon. Oni su članovi GPCR familije transmembranskih proteina.
- Receptor paratiroidnog hormona 1 (PTH1R) je klasični PTH receptor. On je izražen u visokim nivoima u kostima i bubrezima. PTH1R reguliše homeostazu jona kalcijuma putem aktivacije adenilat ciklaze i fosfolipaze C.[2][3]
- Receptora paratiroidnog hormona 2 (PTH2R) je izražen prvenstveno u centralnom nervnom sistemu, pankreasu, testisima, i posteljici.[4]

## Spoljašnje veze
- Parathyroid+Hormone+Receptors на 
- „Parathyroid Hormone Receptors”. IUPHAR Database of Receptors and Ion Channels. International Union of Basic and Clinical Pharmacology. Архивирано из оригинала 03. 03. 2016. г.